# 22505 Левіт
22505 Левіт (22505 Lewit) — астероїд головного поясу, відкритий 19 жовтня 1997 року.
Тіссеранів параметр щодо Юпітера — 3,562.